# 피닉스 (1965년 영화)
《피닉스》(A Fonix utja , The Flight Of The Phoenix)는 미국에서 제작된 로버트 알드리치 감독의 1965년 드라마, 모험, 액션 영화이다. 엘레스턴 트레버의 1964년 소설 The Flight of the Phoenix에 기반을 둔다. 제임스 스튜어트 등이 주연으로 출연하였고 로버트 알드리치 등이 제작에 참여하였다.

## 출연

### 주연
- 제임스 스튜어트
- 리차드 아텐보로

### 조연
- 피터 핀치
- 하디 크루거
- 어네스트 보그나인
- 이안 배넌
- 로널드 프레이저

## 기타
- 원작자: 트레버 더들리 스미스
- 협력프로듀서: 월터 블레이크
- 의상: 노마 코치

## 같이 보기
- 피닉스 (2004년 영화)